# Resolució 665 del Consell de Seguretat de les Nacions Unides
La Resolució 665 del Consell de Seguretat de les Nacions Unides, adoptada el 25 d'agost de 1990 després d'exigir la implementació completa i immediata de les resolucions  660, 662 i 664, el Consell va autoritzar un  bloqueig naval per fer complir l'embargament contra Iraq, després de la seva invasió de Kuwait el 2 d'agost de 1990.
El 6 d'agost de 1990, després de la invasió iraquiana de Kuwait, el Consell de Seguretat va adoptar la resolució 661 (1990) que imposava sancions econòmiques a l'Iraq, un embargament comercial total, excloent subministraments mèdics, aliments i altres articles de necessitat humanitària, que seran determinats pel comitè de sancions del Consell de Seguretat. Després d'autoritzar el bloqueig naval, el Consell va convidar els Estats membres a cooperar entre ells i al Comitè d'Estat Major per garantir el compliment de les disposicions de la Resolució 661 (1990). També va demanar al Secretari General de les Nacions Unides que informés al Consell sobre l'evolució de la situació.
La resolució 665 va ser aprovada per 13 vots contra cap, amb l'abstenció de Cuba i el Iemen. Va evitar invocar l'autoritat i la funció del Consell d'acord amb l'article 42, Capítol VII, que faria que el bloqueig sigui legalment aplicable.